# Phytomyza subrostrata
Phytomyza subrostrata este o specie de muște din genul Phytomyza, familia Agromyzidae, descrisă de Frey în anul 1946.
Este endemică în Finlanda. Conform Catalogue of Life specia Phytomyza subrostrata nu are subspecii cunoscute.